# Łabędnik Mały
Łabędnik Mały est un village polonais de la voïvodie de Varmie-Mazurie, dans le powiat de Bartoszyce.